# Ленжиці (Нижньосілезьке воєводство)
Ленжиці (пол. Łężyce, нім. Friedersdorf) — село в Польщі, у гміні Щитна Клодзького повіту Нижньосілезького воєводства.
Населення — 369 осіб (2011).
У 1975-1998 роках село належало до Валбжиського воєводства.

## Демографія
Демографічна структура станом на 31 березня 2011 року:
|          | Загалом | Допрацездатний вік | Працездатний вік | Постпрацездатний вік |
| -------- | ------- | ------------------ | ---------------- | -------------------- |
| Чоловіки | 194     | 41                 | 143              | 10                   |
| Жінки    | 175     | 34                 | 117              | 24                   |
| Разом    | 369     | 75                 | 260              | 34                   |